# 赵德勇
赵德勇（1969年6月—），男，江苏徐州人，中华人民共和国外交官，现任中华人民共和国驻布基纳法索特命全权大使。

## 生平
卢山毕业于北京外国语学院东欧语系罗马尼亚语专业。1991年，进入中华人民共和国外交部工作，先后在外交部欧亚司、驻罗马尼亚大使馆、外交部欧洲司任职。2011年，任驻罗马尼亚大使馆参赞。2013年，职级升为副司级。2015年，任驻克罗地亚大使馆参赞。2018年，挂职吉林省延边朝鲜族自治州副州长。2020年，任驻荷兰大使馆公使。2025年7月，出任中华人民共和国驻布基纳法索大使。